# Nikola Leonard Sadi Karno
Nikola Leonard Sadi Karno (fr. Nicolas Léonard Sadi Carnot, Pariz, 1. jun 1796 – Pariz, 24. avgust 1832) bio je francuski fizičar. Bavio se izučavanjem termodinamike i njegovo najznačajnije delo se odnosi na drugi zakon termodinamike, koje je nazvano Karnoov princip ili Karnoov ciklus.
Osnovna misao te rasprave, objavljene 1824. godine, jeste da svaka toplotna mašina koja prima toplotnu energiju na višoj temperaturi, pretvara samo deo u rad i nužno predaje preostali deo toplotne energije na nižoj temperaturi; sveukupna toplotna energija ne može se pretvoriti u rad. Karno je opisao idealnu toplotnu mašinu sa maksimalnim učinkom, čiji rad zavisi samo od temperaturne razlike dva spremnika toplote, bez obzira na to da li rad vrši vodena para, zagrejani vazduh ili neka druga materija.
Pored toga, Karno je već 1831. dao prilično tačnu vrednost za mehanički ekvivalent kalorije.

## Karnoov ciklus
Svaki termodinamički sistem postoji u određenom stanju. Kad sistem prođe kroz niz različitih stanja, te se vrati u početno, kaže se da je obavio kružni proces. Tokom kružnog procesa sistem može da preda rad okolini, te da tako deluje kao toplotni motor. Karnoov ciklus je kružni proces koji je osmislio Nikolas Leonard Sadi Karno 1824. i kasnije proširio Emil Klaperon 1830-ih i 40-ih godina. Sistem koji radi po Karnoovom kružnom ciklusu je hipotetički Karnoov toplotni motor. Toplotni motor prenosi energiju iz toplijeg (ogrevnog) spremnika u hladniji (rashladni) spremnik, te pritom deo te energije pretvara u mehanički rad. Ciklus se takođe može obrnuti. Sistemu se može dovoditi rad spolja, te se on onda ponaša kao topolotna pumpa (dizalica toplote). Karnoov ciklus je kružni proces s najvišim stepenom iskorišćenja, odnosno najveći deo primljene toplote se pretvara u rad, te se najveći deo rada iskorištava za dizanje toplote.
Kada se Karnoov ciklus ponaša kao toplotni motor sastoji se od sledećih promena stanja:
1. Ravnotežne izotermne ekspanzije gasa pri temperaturi ogrevnog spremnika  (izotermno dovođenje toplote). Tokom ove promene stanja (promena od A do B na slici) sistem predaje rad okolini. Gas se ekspandira zbog primanja toplote Q1 iz ogrevnog spremnika.
2. Izoentropske (ravnotežna adijabata) ekspanzije gasa (dobijeni izoentropski rad). Tokom ove promene stanja (promena od B do C na slici) sistem je toplotno izolovan od okoline, te niti prima niti predaje toplotu. Gas nastavlja da se ekspandira, predajući pritom rad okolini. Ta ekspanzija uzrokuje hlađenje gasa do temperature rashladnog spremnika .
3. Ravnotežne izotermne kompresije gasa pri temperaturi rashladnog spremnika,  (izotermno odvođenje toplote) (promena od  do  na slici). Ovde okolina vrši rad na sistemu, te uzrokuje da količina toplote Q2 pređe iz sistema na rashladni spremnik.
4. Izoentropska kompresija gasa (uloženi izoentropski rad) (promena od  do  na slici). I ovde je sistem toplotno izolovan od okoline. Tokom ove promene stanja okolina vrši rad na gasu, komprimujući ga, te uzrokujući da temperatura poraste na . U tom trenutku gas je u istom stanju kao i na početku.

Stupanj iskorištenja {\displaystyle \eta } Karnoovog ciklusa se određuje kao:
{\displaystyle \eta ={\frac {W}{Q_{H}}}=1-{\frac {T_{C}}{T_{H}}}\quad \quad \quad \quad \quad \quad \quad \quad \quad (3)}
gde je:
{\displaystyle W} je rad koji je obavio sistem (energija postoji u sistemu kao rad),
{\displaystyle Q_{H}} je toplota dovedena sistemu (toplota koja ulazi u sistem),
{\displaystyle T_{C}} je apsolutna temperatura rashladnog spremnika, i
{\displaystyle T_{H}} je apsolutna temperatura ogrevnog spremnika
{\displaystyle S_{B}} je maksimalna entropija sistema
{\displaystyle S_{A}} je minimalna entropija sistema

### Каrnoovа teoremа
Iz gornjeg dijagrama se može videti da ni jedan kružni proces koji radi između temperatura {\displaystyle T_{G}} i {\displaystyle T_{H}} ne može da premaši stupanj korisnosti Karnoovog ciklusa. Karnoova teorema kaže: Ni jedna toplotna mašina koji radi između dva toplotna spremnika ne može biti delotvornija od Karnoove mašine između tih istih spremnika. Stoga jednadžba 3 daje maksimalni mogući stupanj delovanja za bilo koji motor koji radi između tih temperatura. Logična posledica Karnoove teoreme je: Sve povratne mašine koje rade između istih toplotnih spremnika imaju jednaki stupanj korisnosti. Ako se desna strana jednačine napiše malo drugačije, vidi se da je teoretski maksimalan stupanj korisnosti jednak razlici temperatura ogrevnog i rashladnog spremnika podeljenoj sa temperaturom ogrevnog spremnika. Termodinamička temperatura se dobija ako se temperaturi u stupnjevima Celzijusa doda 273,15. Iz formule se vidi zanimljiva činjenica da će snižavanje temperature rashladnog spremnika će imati veći uticaj na maksimalni stupanj delovanja nego povišenje temperature ogrevnog spremnika za isti iznos. U stvarnom svetu to je teško ostvariti, budući da je rashladni spremnik najčešće okruženje.

### Stepen korisnosti realnih toplotnih motora
Karno je uvideo da u stvarnosti nije moguće napraviti termodinamički povratan motor, tako da realni toplotni motori imaju manji stupanj korisnosti od one u jednačini 3. Uprkojs toga, jednačina 3 je jako važna za određivanje maksimalnog stupnja korisnosti koji se može ostvariti između zadatih toplotnih spremnika. Ovo može pomoći pri razumevanju razloga iz koga na primer pregrejač ili motor sa unutrašnjim sagorevanjem može poboljšati stupanj iskorištenja.

## Literatura
- Asimov, Isaac (1982), Asimov's Biographical Encyclopedia of Science and Technology (2nd rev. изд.), Doubleday
- Carnot, Sadi (1960), Reflection on the Motive Power of Fire, Dover
- Carnot, Sadi (1977),  Mendoza, E., ур., Reflection on the Motive Power of Fire and other papers translated into English, Gloucester, Massachusetts: Peter Smith
- Wilson, S. S. (avgust 1981), „Sadi Carnot”, Scientific American, 245 (2): 102—114, Bibcode:1981SciAm.245b.134W, doi:10.1038/scientificamerican0881-134
- Birkinbine, John; Wahl, W.M. (novembar 1901), „The Diesel motor”, Journal of the Franklin Institute, 152 (5): 371—382, doi:10.1016/s0016-0032(01)90202-9
- Carnot, Sadi (1890). Reflections on the Motive Power of Heat. Thurston, Robert Henry (editor and translator). New York: J. Wiley & Sons.
- (full text of 1897 ed.) (Архивирано 2012-02-04 на сајту )
- Chisholm, Hugh, ур. (1911). „Carnot, Sadi Nicolas Léonhard”.  (на језику: енглески). 5 (11 изд.). Cambridge University Press.
- Ewing, J. A. (1910) The Steam-Engine and Other Engines edition 3, page 62, via Internet Archive
- Feynman, Richard P.; Leighton, Robert B.; Sands, Matthew (1963). The Feynman Lectures on Physics. Addison-Wesley Publishing Company. стр. 44-4f. ISBN 978-0-201-02116-5.
- Halliday, David; Resnick, Robert (1978). Physics (3rd изд.). John Wiley & Sons. стр. 541—548. ISBN 978-0-471-02456-9.
- Kittel, Charles; Kroemer, Herbert (1980). Thermal Physics (2nd изд.). W. H. Freeman Company. ISBN 978-0-7167-1088-2.
- Kostic, M (2011). „Revisiting The Second Law of Energy Degradation and Entropy Generation: From Sadi Carnot's Ingenious Reasoning to Holistic Generalization”. AIP Conf. Proc. AIP Conference Proceedings. 1411 (1): 327—350. Bibcode:2011AIPC.1411..327K. CiteSeerX 10.1.1.405.1945 . ISBN 978-0-7354-0985-9. doi:10.1063/1.3665247. American Institute of Physics. . Abstract at: . Full article (24 pages ), also at .
- Lieb, E.H., Yngvason, J. (2003). The Entropy of Classical Thermodynamics, pp. 147–195, Chapter 8 of Entropy, Greven, A., Keller, G., Warnecke (editors) (2003).

## Spoljašnje veze
- O'Connor, John J.; Robertson, Edmund F. „Nikola Leonard Sadi Karno”. MacTutor History of Mathematics archive. University of St Andrews.